# Центральна державна науково-технічна бібліотека гірничо-металургійного комплексу України

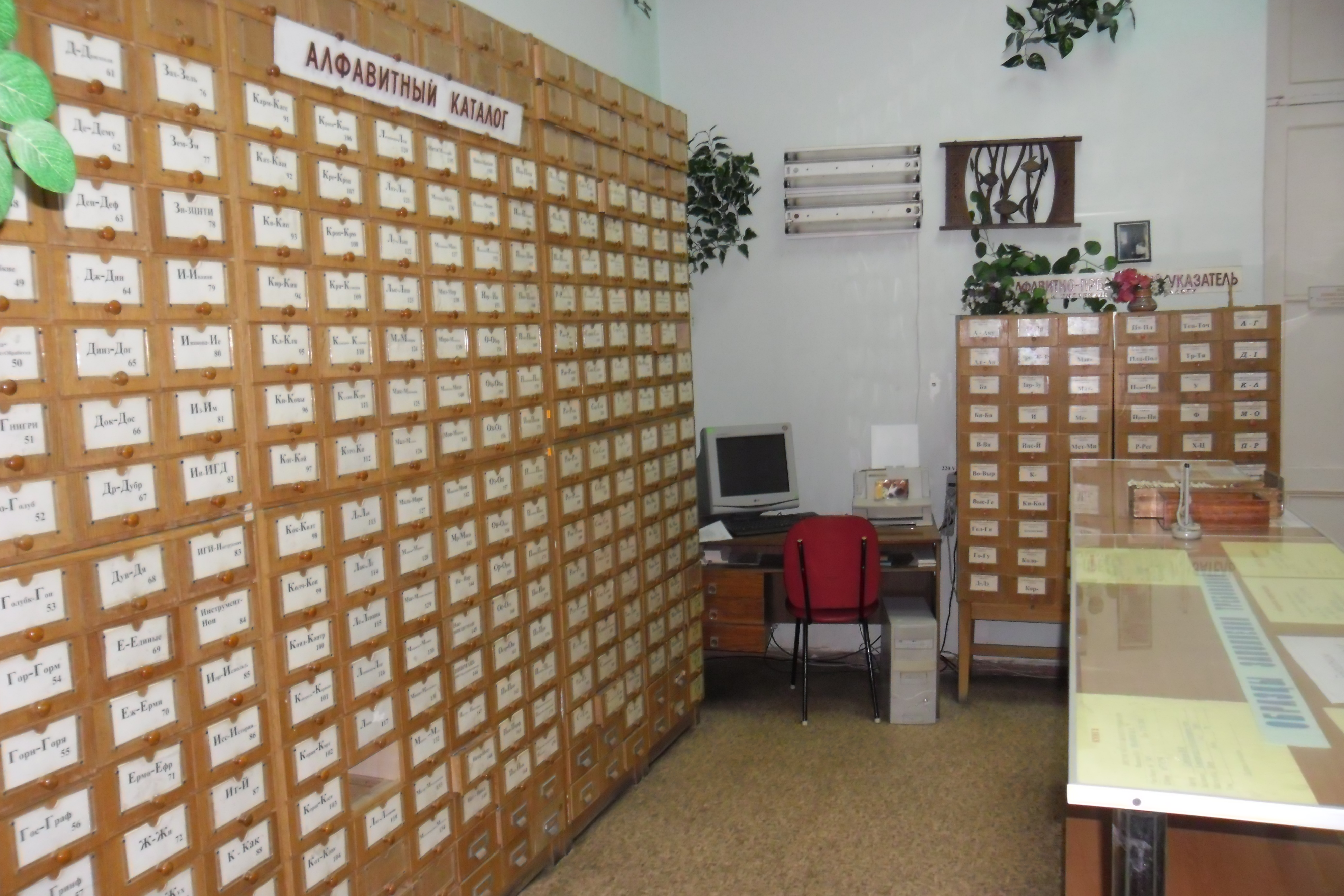

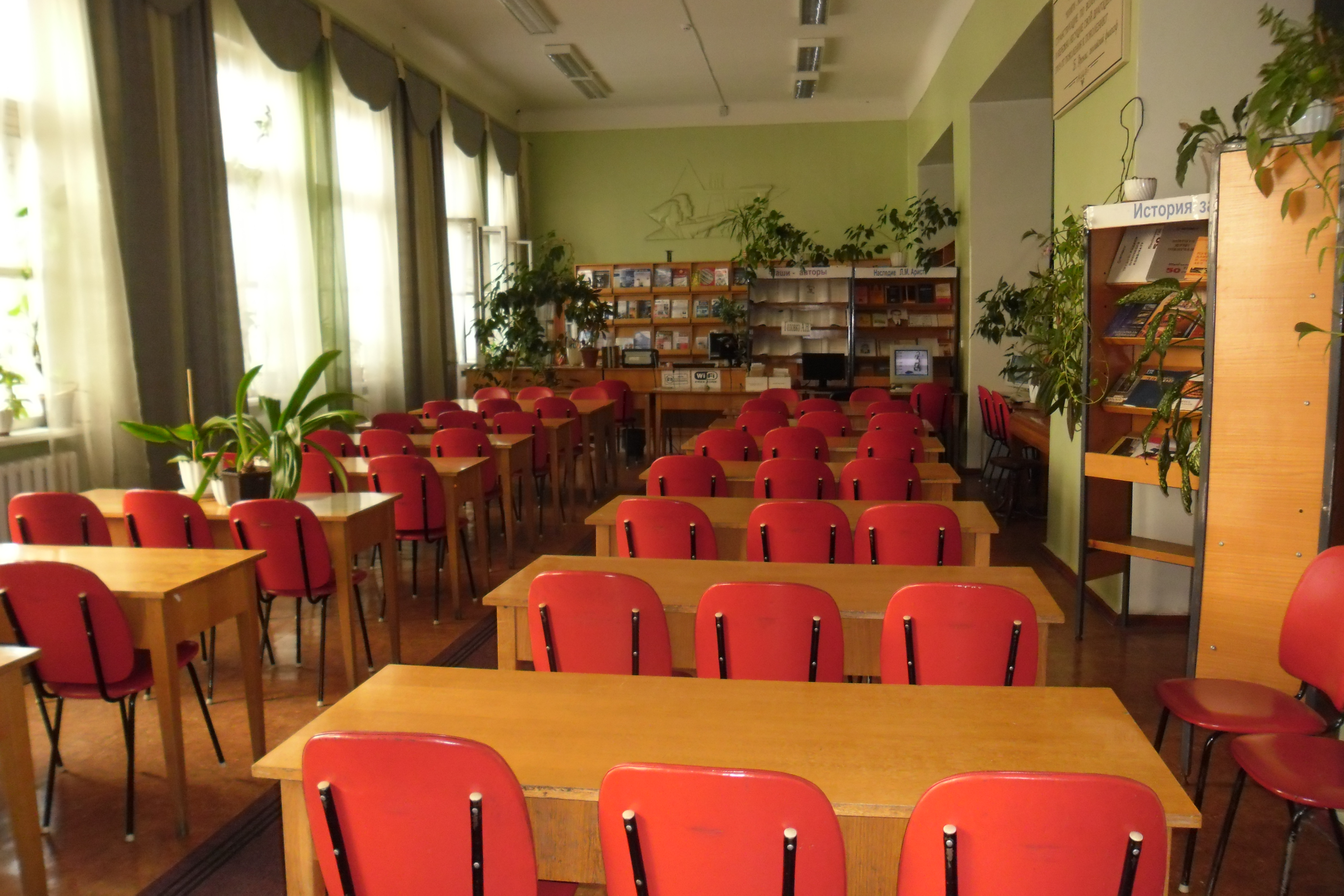

Центра́льна держа́вна науко́во-техні́чна бібліоте́ка гірни́чо-металургі́йного ко́мплексу Украї́ни (ДЗ «ЦДНТБ ГМК України») — державна спеціалізована бібліотека з галузей металургії, гірничої справи та суміжних галузей. Єдина у Східному регіоні. ДЗ «ЦДНТБ ГМК України» — регіональний центр міжбібліотечного обслуговування та єдиний в країні державний депозитарій з металургії.

## Завдання бібліотеки
Основними завданнями бібліотеки з самого початку були і залишаються:
- Інформаційний супровід та документальне забезпечення галузевих програм розвитку металургії України;
- забезпечення фахівців галузі та суміжних галузей промисловості достовірною інформацією;
- Координаційна та методична допомога НТБ підприємств галузі;
- Збереження фондів літератури з металургії.

## Структура бібліотеки
Бібліотека має 6 відділів: відділ патентної документації, відділ нормативно-технічної документаці, відділ наукової обробки літератури, відділ комплектування, відділ обслуговування та організації фонду, відділ бібліографічного обслуговування користувачів, відділ методичної роботи.

## Фонди бібліотеки
За 64 роки зібрано унікальний фонд з металургії, гірничої справи та суміжних галузей промисловості, що нараховує понад 1,5 млн примірників науково-технічної літератури. Це — книги, періодичні видання, патентна та нормативно-технічна документація.
Цим різноманітним фондом бібліотека обслуговує понад 20000 індивідуальних читачів. Щорічно поповнюється на 2000 примірників видань. З 2009 року ДЗ «ЦДНТБ ГМК України» отримує обов'язковий екземпляр літератури з металургії та гірничої справи.

## Історія бібліотеки
У 1955—2013 р. її директорами були: Р. М. Істоміна, М. І. Тітаренко, Т. Н. Єрмілова, Л. П. Жарська, І. Г. Перепелиця.
Після закінчення Великої вітчизняної війни почалася відбудова народного господарства України. Фахівці та вчені металургійної галузі приступили до відновлення науково-технічного потенціалу, що був знищений в роки війни. Для цього була потрібна сучасна та своєчасна якісна інформація. З цією метою наказом Міністерства чорної металургії України 11 січня 1955 року була створена технічна бібліотека. В 1959 р. технічна бібліотека була перетворена в науково-технічну бібліотеку та введена до складу Дома науково-технічної пропаганди на правах самостійного відділу, тобто було визначено цільове фінансування бібліотеки Мінчорметом України. Цей факт сам за себе говорить про повне розуміння ролі та значення саме бібліотеки як основи науково-технічної інформації.
В грудні 1997 року бібліотека отримала статус юридичної особи і державний рівень. ЇЇ назва — Державний заклад «Центральна державна науково-технічна бібліотека гірничо-металургійного комплексу України» (ДЗ «ЦДНТБ ГМК України»).

## Бібліотечні послуги
У РОЗПОРЯДЖЕННІ: Добре укомплектованої і раціонально організованою документальною базою даних (як на паперових носіях, так і в електронному вигляді) по чорній металургії, гірничорудної промисловості, технології металів, трубопрокатному виробництву, коксохімії, вогнетривами, металовироби, промислового будівництва, внутрішньозаводського транспорту та ін галузям промисловості. У фонді " ЦДНТБ ГМК України " повно представлені всі види і типи літератури, включаючи описи винаходів до авторських свідоцтв, каталоги на промислове обладнання, стандарти України, міждержавні стандарти, норми, методичні інструкції та вказівки, правила та іншу науково — технічну документацію.
ВИДАЄ: Більш 10 найменувань інформаційно-бібліографічних видань, по всіх переділах металургійної промисловості, включаючи весь спектр науково -технічної літератури, патентної, каталожної та нормативної документації, що забезпечує інформаційний супровід і документальне забезпечення програми розвитку ГМК України .
СКЛАДАЄ: Бібліографічні списки до курсових, дипломних, дисертаційних робіт ; аналітичні, фактографічні довідки та огляди; тематичні добірки, сигнальну інформацію про переклади статей з поточних зарубіжних журналів ; тематичний пошук літератури ; поточне інформування по заданій тематиці .
ВИКОНУЄ: переклади з англійської, французької, української мов ;
ПРОВОДИТЬ: Тематичні виставки та перегляди літератури, супроводжувані оглядами актуальних джерел та консультаціями перекладача і бібліографа ; дні інформації ; дні фахівців . На основі електронних баз даних, що включають довідково-пошуковий апарат " ЦДНТБ ГМК України ".
НАДАЄ ПОСЛУГИ: за тематичним пошуку джерел; з комп'ютерної верстки документів ;
З метою підвищення кваліфікації бібліотечних працівників надає методичну допомогу науково -технічним бібліотекам галузі.
ОРГАНІЗУЄ: практикуми, семінари, конференції для НТБ галузі